# Rettungsboje
Rettungsboje ist die Bezeichnung für verschiedene schwimmfähige Rettungsmittel. Zumeist als individuelles Rettungsmittel bei der Wasserrettung, oder als Gruppenrettungsmittel für mehrere Personen. Des Weiteren als Hosenboje, als Rettungskragen usw.

## Geschichte
Die ersten Wasserrettungsmittel dieser Art waren aufblasbare Tierhäute oder -Därme neben ausgehöhlten Kürbissen. Weitere Entwicklungen bestanden aus oder mit Kork in verschiedenen Formen oder verlöteten Blechkörpern. Ab 1891 waren Rettungbojen durch die Unfallverhütungsvorschriften der Seeberufsgenossenschaft vorgeschrieben.
Die erste Rettungsboje die in ihrem Aussehen der heutigen Form ähnelt wurde 1935 in den Vereinigten Staaten zum Patent angemeldet.

## Rettungsboje als individuelles Rettungsmittel (aktuelle Bauart)

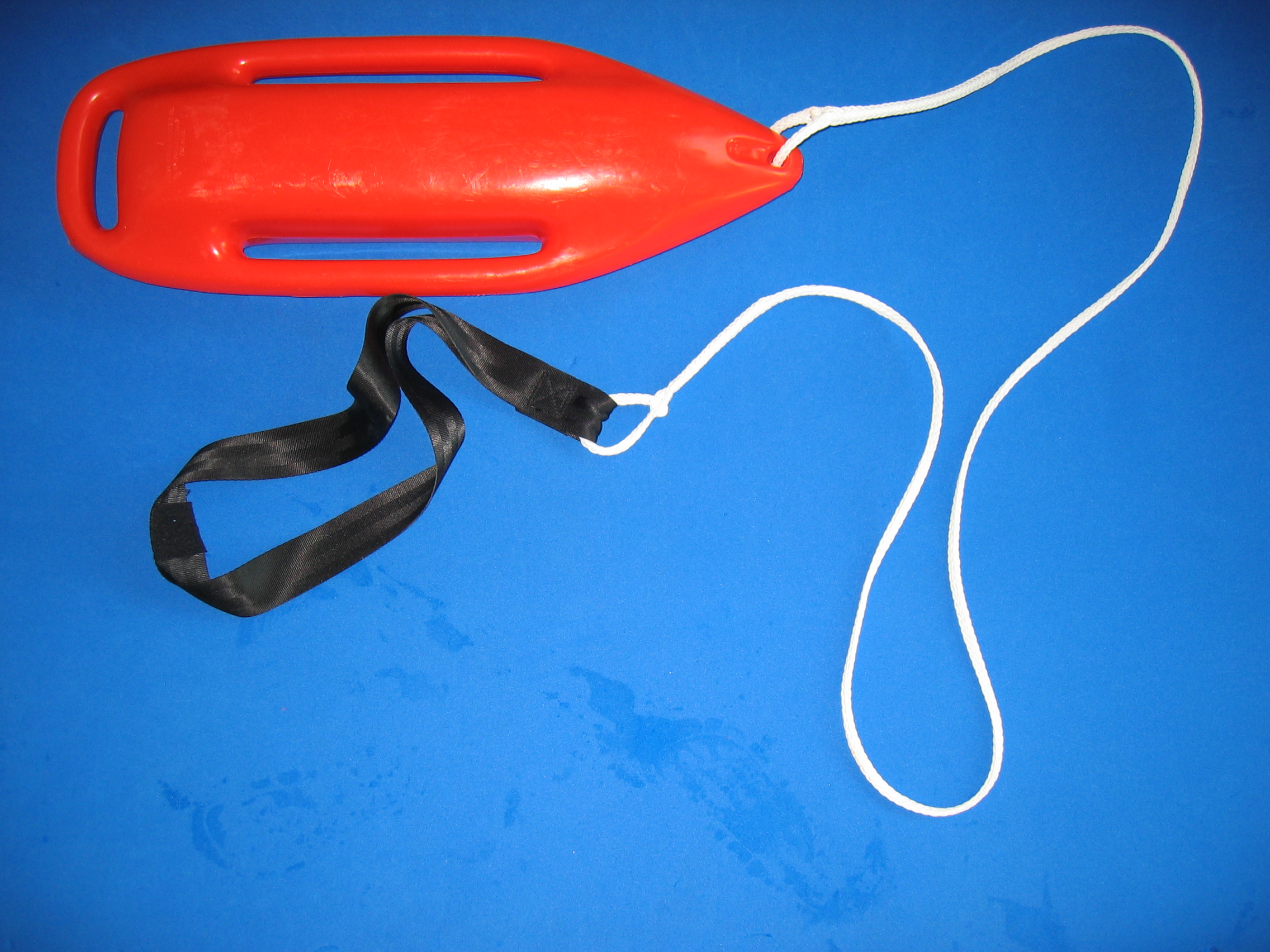
Eine Rettungsboje

Die Rettungsboje (auch: Baywatch-Boje, engl. Torpedo Buoy od. Rescue Can) als Einzelrettungsmittel ähnelt dem Rettungsring oder Gurtretter. Sie eignet sich gut für Einsätze unter schwierigen Bedingungen, zum Beispiel bei starkem Seegang, langen Schwimmstrecken oder starker Strömung.
Die Rettungsboje besteht aus einem Brust-Schulter-Gurt, der über eine Leine mit der eigentlichen Boje, einem Auftriebskörper aus Kunststoff mit Haltegriffen, verbunden ist. Die Auftriebswirkung gibt dem Retter bei den oben genannten schwierigen Bedingungen zusätzliche Sicherheit. Diese Art der Bojen wird auch bei der Wasserrettung mit Hunden eingesetzt. Sowohl bei der Berufsschifffahrt als auch auf in der Sportschifffahrt und natürlich bei Rettungsdiensten ist sie als Rettungsmittel anzutreffen.

### Anwendung

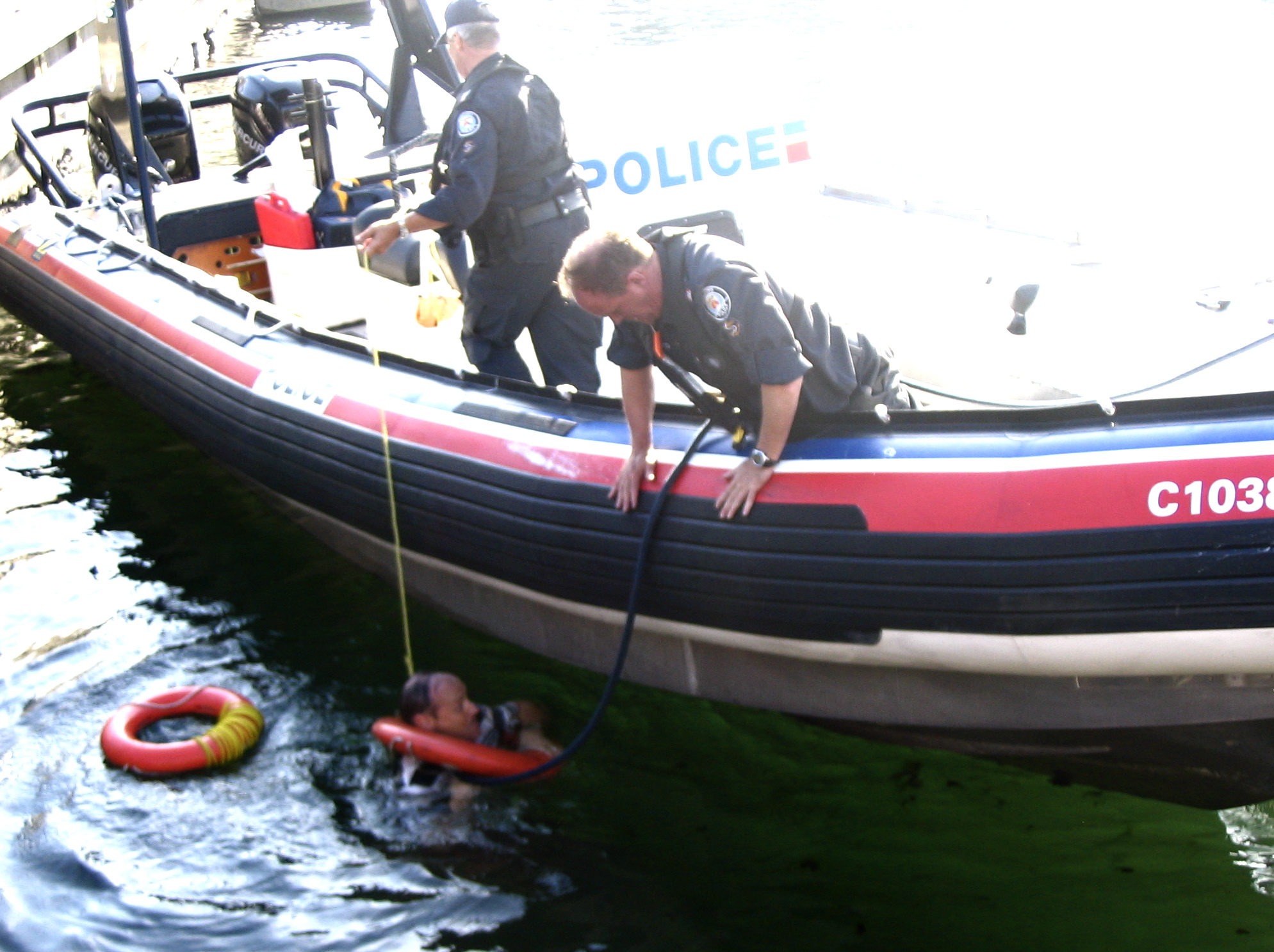
Rettungsboje, die in Toronto verwendet wird

Bei einem schwimmerischen Einsatz schwimmt der Rettungsschwimmer zum Verunfallten. Dabei zieht er die Boje hinter sich her. Ist er beim Verunfallten angekommen, reicht er ihm die Boje aus sicherer Entfernung, falls er noch bei Bewusstsein ist. Höchste Vorsicht ist geboten, um eine Umklammerung durch den Verunfallten zu vermeiden. Hat der Rettungsschwimmer den Verunfallten gesichert, zieht er diesen zurück zum Ufer.

#### Schleppen von bewusstlosen Personen
Der Rettungsschwimmer fasst den Verunfallten ähnlich wie im Achselschleppgriff.
Die Boje schwimmt dabei über der Brust des Verunfallten und wird vom Retter mit beiden Händen gehalten. So kann der Verunfallte sicher zum Ufer transportiert werden.

#### Schleppen von Personen mit Bewusstsein
Der Verunfallte kann sich an der Boje festhalten und lässt sich entweder hinter dem Retter zum Ufer ziehen, oder wird im Seemannsschleppgriff gezogen. Die Hand, die unter den Oberarmen des Verunfallten durchgeschoben ist, hält die Rettungsboje fest. Somit kann der Retter mit einer Hand schwimmen und mit der anderen die Haltung des Verunfallten sichern. Außerdem ist durch diesen Schwimmstil eine ständige Kontrolle der Vitalfunktionen des Verunfallten gewährleistet.

#### Anwendung als Werkzeug und zur Selbstverteidigung
Die Boje kann in entsprechenden Situationen dank ihrer hohen Stabilität als Stoß- und Schlagwerkzeug und zur Selbstverteidigung eingesetzt werden. Denkbar ist es zum Beispiel, die Scheibe eines Unfallautos einzuschlagen. Sollte der Rettungsschwimmer beispielsweise randalierende Personen beruhigen wollen und diese attackieren ihn, kann die Rettungsboje zur Abwehr der bewaffneten Angreifer genutzt werden.

#### Boje als Signalmittel
An einem belebten Strand können Handzeichen oder Rufe schnell untergehen oder übersehen werden. Die Boje, die meist in grellem Rot ausgeliefert wird, eignet sich in solchen Umgebungen bestens, um durch abgesprochene Bewegungen Gefahrensituationen oder Entwarnungen zu signalisieren. Weiter kann sie beim Wassereinsatz als Orientierungshilfe für weitere Einsatzkräfte genutzt werden, um zu zeigen, an welchem Ort der Rettungsschwimmer abgetaucht ist.

#### Eigenrettung
Sollte der Rettungsschwimmer in eine Situation geraten, in der er längere Zeit im Wasser verbringen muss, kann er sich an der Boje festhalten, um nicht übermäßig viel Kraft verschwenden zu müssen.

### Vorteile
- hohe Eigensicherung des Retters
- einfach zu handhaben
- leichte Pflege
- schnell einsatzbereit
- mehrere Verunglückte können sich an der Boje festhalten

### Nachteile
- viel Übung erforderlich
- nicht ohnmachtssicher

## Rettungsboje als Gruppenrettungsmittel
Die Rettungsbojen als Gruppenrettungsmittel nach Udet ähneln dem Rettungsfloß oder der Rettungsbake und sind ggf. ausgestattet mit selbsttätigen Funksendern, um SAR-Rettungsorganisationen zu alarmieren. Kleine Funkbojen werden meist Notfunkbake genannt.